# Til Siælen
"Til Siælen. En Ode" (også skrevet "Til Sielen") er et dansk digt af Johannes Ewald udgivet i samlingen Samtlige skrifter i 1780. 
Digtet er en ode, et hyldestdigt, der kan opdeles i tre: de første strofer med sjælen og dens eksistens i skyggen (sjælen sammenlignes blandt andet med en ørneunge), midten med sjælens ønske om frelse, og de sidste strofer med sjælens vej til frelse.
Digtet består af 29 strofer på hver fire urimede linjer.
"Til Siælen. En Ode" indgår i lyrikantologien af 12 digte i Kulturkanonen fra 2006.